# غراهام وارد
غراهام وارد (بالإنجليزية: Graham Ward)‏ (25 فبراير 1983 بدبلن في جمهورية أيرلندا - ) هو لاعب كرة قدم أيرلندي في مركز الدفاع. شارك مع منتخب جمهورية أيرلندا تحت 17 سنة لكرة القدم ومنتخب جمهورية أيرلندا تحت 19 سنة لكرة القدم. أما مع النوادي، فقد لعب مع نادي بيرتن ألبيون ووولفرهامبتون واندررز ونادي كيدرمينستر هاريرز لكرة القدم ونادي تاموورث ونادي ووستر سيتي ونادي تشيلتنهام تاون لكرة القدم.

## وصلات خارجية
- غراهام وارد على موقع قاعدة بيانات كرة القدم.إي يو (الإنجليزية)
- غراهام وارد على موقع Soccerbase.com (لاعب) (الإنجليزية)